# Pablo Podio
Pablo Joaquin Podio (La Playosa, 7 agosto 1989) è un calciatore argentino, centrocampista del Brezno.

## Carriera

### Club
Il 1º luglio 2008 viene acquistato dalla squadra slovacca del Podbrezová.